# جوناثان توريس (لاعب كرة قدم)
جوناثان توريس (بالإسبانية: Jonathan Torres)‏ هو لاعب كرة قدم إسباني، ولد في 11 ديسمبر 1977 في أريثيفي في إسبانيا. لعب مع نادي لاس بالماس.

## وصلات خارجية
- جوناثان توريس على موقع قاعدة بيانات كرة القدم.إي يو (الإنجليزية)
- جوناثان توريس على موقع Soccerway.com (الإنجليزية)